# Elecciones presidenciales de Estados Unidos de 2024 en Misuri
Las elecciones presidenciales de Estados Unidos de 2024 en Misuri se llevaron a cabo el 5 de noviembre de 2024, como parte de las elecciones presidenciales de Estados Unidos de 2024. Los votantes de Misuri eligieron a los diez electores que los representarían en el Colegio Electoral mediante votación popular.
Misuri es un estado del Medio Oeste con una fuerte influencia cultural sureña. Fue un estado de referencia casi infalible durante la mayor parte del siglo XX hasta bien entrada la década del 2000. Misuri ha votado por los republicanos en todas las elecciones presidenciales desde el 2000, y se entiende ampliamente que perdió su condición de estado de referencia cuando el demócrata Barack Obama no logró ganar el estado en ninguna de sus victorias presidenciales.
Como estado ubicado casi en su totalidad en el conservador Cinturón Bíblico, Misuri es actualmente un estado fuertemente rojo, con republicanos ocupando todos los cargos estatales desde 2023. La fuerza demócrata en Misuri se limita en gran medida a las áreas de Kansas City y St. Louis, así como a la ciudad universitaria de Columbia. Se predijo una vez más que el estado sería ganado con seguridad por Donald Trump en 2024.

## Resultados

### Generales
| Partido       | Partido     | Candidato     | Votos | %   |
| ------------- | ----------- | ------------- | ----- | --- |
|               | Republicano | Donald Trump  |       |     |
|               | Demócrata   | Kamala Harris |       |     |
|               | Libertario  | Chase Oliver  |       |     |
|               | Verde       | Jill Stein    |       |     |
| Escritos      |             |               |       |     |
|               |             |               |       |     |
| Total         | Total       | Total         |       | 100 |
| Participación |             |               |       |     |
| Registrados   |             |               |       |     |
|               |             |               |       |     |
| Fuente:       |             |               |       |     |

### Por condado
|                  | Trump Republicano | Trump Republicano | Harris Demócrata | Harris Demócrata | Total | Margen | Margen |
| Condado          | Votos             | %                 | Votos            | %                | Total | Votos  | %      |
| ---------------- | ----------------- | ----------------- | ---------------- | ---------------- | ----- | ------ | ------ |
| Adair            |                   |                   |                  |                  |       |        |        |
| Andrew           |                   |                   |                  |                  |       |        |        |
| Atchison         |                   |                   |                  |                  |       |        |        |
| Audrain          |                   |                   |                  |                  |       |        |        |
| Barry            |                   |                   |                  |                  |       |        |        |
| Barton           |                   |                   |                  |                  |       |        |        |
| Bates            |                   |                   |                  |                  |       |        |        |
| Benton           |                   |                   |                  |                  |       |        |        |
| Bollinger        |                   |                   |                  |                  |       |        |        |
| Boone            |                   |                   |                  |                  |       |        |        |
| Buchanan         |                   |                   |                  |                  |       |        |        |
| Butler           |                   |                   |                  |                  |       |        |        |
| Caldwell         |                   |                   |                  |                  |       |        |        |
| Callaway         |                   |                   |                  |                  |       |        |        |
| Camden           |                   |                   |                  |                  |       |        |        |
| Cape Girardeau   |                   |                   |                  |                  |       |        |        |
| Carroll          |                   |                   |                  |                  |       |        |        |
| Carter           |                   |                   |                  |                  |       |        |        |
| Cass             |                   |                   |                  |                  |       |        |        |
| Cedar            |                   |                   |                  |                  |       |        |        |
| Chariton         |                   |                   |                  |                  |       |        |        |
| Christian        |                   |                   |                  |                  |       |        |        |
| Clark            |                   |                   |                  |                  |       |        |        |
| Clay             |                   |                   |                  |                  |       |        |        |
| Clinton          |                   |                   |                  |                  |       |        |        |
| Cole             |                   |                   |                  |                  |       |        |        |
| Cooper           |                   |                   |                  |                  |       |        |        |
| Crawford         |                   |                   |                  |                  |       |        |        |
| Dade             |                   |                   |                  |                  |       |        |        |
| Dallas           |                   |                   |                  |                  |       |        |        |
| Daviess          |                   |                   |                  |                  |       |        |        |
| DeKalb           |                   |                   |                  |                  |       |        |        |
| Dent             |                   |                   |                  |                  |       |        |        |
| Douglas          |                   |                   |                  |                  |       |        |        |
| Dunklin          |                   |                   |                  |                  |       |        |        |
| Franklin         |                   |                   |                  |                  |       |        |        |
| Gasconade        |                   |                   |                  |                  |       |        |        |
| Gentry           |                   |                   |                  |                  |       |        |        |
| Greene           |                   |                   |                  |                  |       |        |        |
| Grundy           |                   |                   |                  |                  |       |        |        |
| Harrison         |                   |                   |                  |                  |       |        |        |
| Henry            |                   |                   |                  |                  |       |        |        |
| Hickory          |                   |                   |                  |                  |       |        |        |
| Holt             |                   |                   |                  |                  |       |        |        |
| Howard           |                   |                   |                  |                  |       |        |        |
| Howell           |                   |                   |                  |                  |       |        |        |
| Iron             |                   |                   |                  |                  |       |        |        |
| Jackson          |                   |                   |                  |                  |       |        |        |
| Jasper           |                   |                   |                  |                  |       |        |        |
| Jefferson        |                   |                   |                  |                  |       |        |        |
| Johnson          |                   |                   |                  |                  |       |        |        |
| Knox             |                   |                   |                  |                  |       |        |        |
| Laclede          |                   |                   |                  |                  |       |        |        |
| Lafayette        |                   |                   |                  |                  |       |        |        |
| Lawrence         |                   |                   |                  |                  |       |        |        |
| Lewis            |                   |                   |                  |                  |       |        |        |
| Lincoln          |                   |                   |                  |                  |       |        |        |
| Linn             |                   |                   |                  |                  |       |        |        |
| Livingston       |                   |                   |                  |                  |       |        |        |
| Macon            |                   |                   |                  |                  |       |        |        |
| Madison          |                   |                   |                  |                  |       |        |        |
| Maries           |                   |                   |                  |                  |       |        |        |
| Marion           |                   |                   |                  |                  |       |        |        |
| McDonald         |                   |                   |                  |                  |       |        |        |
| Mercer           |                   |                   |                  |                  |       |        |        |
| Miller           |                   |                   |                  |                  |       |        |        |
| Mississippi      |                   |                   |                  |                  |       |        |        |
| Moniteau         |                   |                   |                  |                  |       |        |        |
| Monroe           |                   |                   |                  |                  |       |        |        |
| Montgomery       |                   |                   |                  |                  |       |        |        |
| Morgan           |                   |                   |                  |                  |       |        |        |
| Madrid           |                   |                   |                  |                  |       |        |        |
| Newton           |                   |                   |                  |                  |       |        |        |
| Nodaway          |                   |                   |                  |                  |       |        |        |
| Oregon           |                   |                   |                  |                  |       |        |        |
| Osage            |                   |                   |                  |                  |       |        |        |
| Ozark            |                   |                   |                  |                  |       |        |        |
| Pemiscot         |                   |                   |                  |                  |       |        |        |
| Perry            |                   |                   |                  |                  |       |        |        |
| Pettis           |                   |                   |                  |                  |       |        |        |
| Phelps           |                   |                   |                  |                  |       |        |        |
| Pike             |                   |                   |                  |                  |       |        |        |
| Platte           |                   |                   |                  |                  |       |        |        |
| Polk             |                   |                   |                  |                  |       |        |        |
| Pulaski          |                   |                   |                  |                  |       |        |        |
| Putnam           |                   |                   |                  |                  |       |        |        |
| Ralls            |                   |                   |                  |                  |       |        |        |
| Randolph         |                   |                   |                  |                  |       |        |        |
| Ray              |                   |                   |                  |                  |       |        |        |
| Reynolds         |                   |                   |                  |                  |       |        |        |
| Ripley           |                   |                   |                  |                  |       |        |        |
| Saint Charles    |                   |                   |                  |                  |       |        |        |
| Saint Clair      |                   |                   |                  |                  |       |        |        |
| Saint Francois   |                   |                   |                  |                  |       |        |        |
| Saint Louis      |                   |                   |                  |                  |       |        |        |
| Saint Louis City |                   |                   |                  |                  |       |        |        |
| Sainte Genevieve |                   |                   |                  |                  |       |        |        |
| Saline           |                   |                   |                  |                  |       |        |        |
| Schuyler         |                   |                   |                  |                  |       |        |        |
| Scotland         |                   |                   |                  |                  |       |        |        |
| Scott            |                   |                   |                  |                  |       |        |        |
| Shannon          |                   |                   |                  |                  |       |        |        |
| Shelby           |                   |                   |                  |                  |       |        |        |
| Stoddard         |                   |                   |                  |                  |       |        |        |
| Stone            |                   |                   |                  |                  |       |        |        |
| Sullivan         |                   |                   |                  |                  |       |        |        |
| Taney            |                   |                   |                  |                  |       |        |        |
| Texas            |                   |                   |                  |                  |       |        |        |
| Vernon           |                   |                   |                  |                  |       |        |        |
| Warren           |                   |                   |                  |                  |       |        |        |
| Washington       |                   |                   |                  |                  |       |        |        |
| Wayne            |                   |                   |                  |                  |       |        |        |
| Webster          |                   |                   |                  |                  |       |        |        |
| Worth            |                   |                   |                  |                  |       |        |        |
| Wright           |                   |                   |                  |                  |       |        |        |